# Toshaingletscher
Der Toshaingletscher befindet sich im Distrikt Astore im pakistanischen Sonderterritorium Gilgit-Baltistan.
Der 12,5 km lange Gletscher strömt in einer S-Kurve anfangs in nördlicher und später in südöstlicher und schließlich in ostnordöstlicher Richtung durch das Nanga-Parbat-Massiv im westlichen Himalaya. Der Mazenogletscher trifft von Norden kommend auf den unteren Abschnitt des Toshaingletschers. Der Toshaingletscher mündet rechtsseitig in den Rupalgletscher. Das Nährgebiet des Toshaingletschers wird von den Gipfeln der Toshain-Gruppe eingerahmt: Toshain I (6424 m), Toshain II (6335 m), Toshain III (6270 m) und Toshain IV (6045 m).